# William Ferrari
William Ferrari (* 21. April 1901; † 10. September 1962 in Los Angeles, Kalifornien) war ein US-amerikanischer Artdirector und Szenenbildner, der 1945 einen Oscar für das beste Szenenbild sowie 1956 einen Emmy für die beste Artdirection in einer Fernsehserie gewann.

## Leben
Ferrari begann seine Laufbahn als Artdirector und Szenenbildner in der Filmwirtschaft Hollywoods 1942 bei dem Film The Vanishing Virginian und wirkte bis zu seinem Tod an der szenischen Ausstattung von fast sechzig Filmen und Fernsehserien mit. 
Bei der Oscarverleihung 1945 gewann er zusammen mit Cedric Gibbons, Edwin B. Willis und Paul Huldschinsky den Oscar für das beste Szenenbild in dem Schwarzweißfilm Das Haus der Lady Alquist (1944) von George Cukor mit Ingrid Bergman, Charles Boyer und Joseph Cotten in den Hauptrollen. Für die 1953 von der CBS produzierte Fernsehserie You Are There gewann er darüber hinaus 1956 einen Emmy für die beste Artdirection.
Bei der Oscarverleihung 1964 wurde er posthum neben George W. Davis, Addison Hehr, Henry Grace, Don Greenwood Jr. und Jack Mills für einen weiteren Oscar für das beste Szenenbild nominiert und zwar für den Farbfilm Das war der Wilde Westen (1962), einer Gemeinschaftsregiearbeit von John Ford, Henry Hathaway, George Marshall und Richard Thorpe mit James Stewart, John Wayne und Gregory Peck sowie einem weiteren Staraufgebot.

## Filmografie (Auswahl)
- 1942: The Vanishing Virginian
- 1944: The Heavenly Body
- 1944: Barbary Coast Gent
- 1947: Liebe auf den zweiten Blick (Living in a Big Way)
- 1948: Reise ins Verderben (Inner Sanctum)
- 1949: Ehekrieg
- 1951: Three Guys Named Mike
- 1951: Kind Lady
- 1951: Karneval in Texas (Texas Carnival)
- 1954: Gog
- 1954: Passport to Danger (Fernsehserie)
- 1954: The Public Defender (Fernsehserie)
- 1958: The Lost Missile
- 1959: Twilight Zone (Fernsehserie)
- 1960: Die Zeitmaschine
- 1962: Das war der Wilde Westen

## Auszeichnungen
- 1945: Oscar für das beste Szenenbild in einem Schwarzweißfilm
- 1956: Emmy für die beste Artdirection in einer Fernsehserie